# Naproxen
Naproxen je nesteroidní antiflogistikum používané pro omezení mírné až středně silné bolesti, horečky a zánětů způsobených celou řadou nemocí včetně osteoartrózy, revmatoidní artritidy a dny. Účinkuje potlačením enzymů COX-1 a COX-2.
V Česku obsahují potahované tablety Nalgesin S (naproxenum natricum) léčivou látku naproxen ve formě sodné soli. Naproxen se používá k léčbě bolesti po úrazech (podvrtnutí kloubů, natažení svalů) a chirurgických operacích, bolesti hlavy, bolesti zubů, bolesti zad, ke snížení horečky, při menstruační bolesti, a také při zánětlivých a degenerativních onemocněních kloubů. Nástup analgetického účinku tablet Naproxenu  je velmi rychlý a dlouhotrvající, jelikož tlumí bolest po dobu 8–12 hodin.
Podobně jako jiná nesteroidní antiflogistika může naproxen rušit trávicí trakt, což lze omezit přidáním inhibitoru protonové pumpy.